# Karimama
Karimama is een van de 77 gemeenten (communes) in Benin. De gemeente ligt in het departement Alibori. Karimama heeft een oppervlakte van 6.102 km² en telde 66.353 inwoners in 2013. Karimama is onderverdeeld in vijf arrondissementen:
- Birni-Lafia
- Karimama-Centre
- Bogo-Bogo
- Kompa
- Monsey

In de gemeente ligt het nationaal park W en hierdoor is er toeristisch potentieel. Veeteelt en rijstteelt zijn belangrijke economisch activiteiten. Karimama is samen met Malanville de gemeente met de grootste rijstproductie van het land.

## Geschiedenis
De plaats is halfweg de 19e eeuw gesticht door de Gourmancthé die afkomstig waren uit het huidige Burkina Faso. Na het uiteenvallen van het Songhairijk vestigden zich hier Dendi. Vanaf 2020 werden gewapende islamfundamentalisten van Islamitische Staat actief in het gebied. Zij recruteren voornamelijk onder de Fulani en gebruiken het nationaal park als schuilplaats. Op 14 mei 2024 doodden Beninese soldaten acht vermoedelijke jihadisten in Karimama.

## Geografie
De Niger vormt de noordelijke grens van de gemeente. De rivieren Mékrou en Alibori stromen door de gemeente. In het westen grenst de gemeente aan Burkina Faso.

## Bevolking
In 2002 telde de gemeente 39.579 inwoners. In 2013 waren dit er 66.353.
De Dendi vormen de voornaamste bevolkingsgroep. Andere belangrijke groepen zijn de Fulani en de Gourmancthé.
Opm: Bevolkingscijfers in duizendtallen
Bron: Karimama Commune in Benin; 1979-2013: volkstellingen
Bron: Institut National de la Statistique Benin; 2013: volkstelling

## Geboren
- Nassirou Bako-Arifari (1962), politicus

## Afbeeldingen

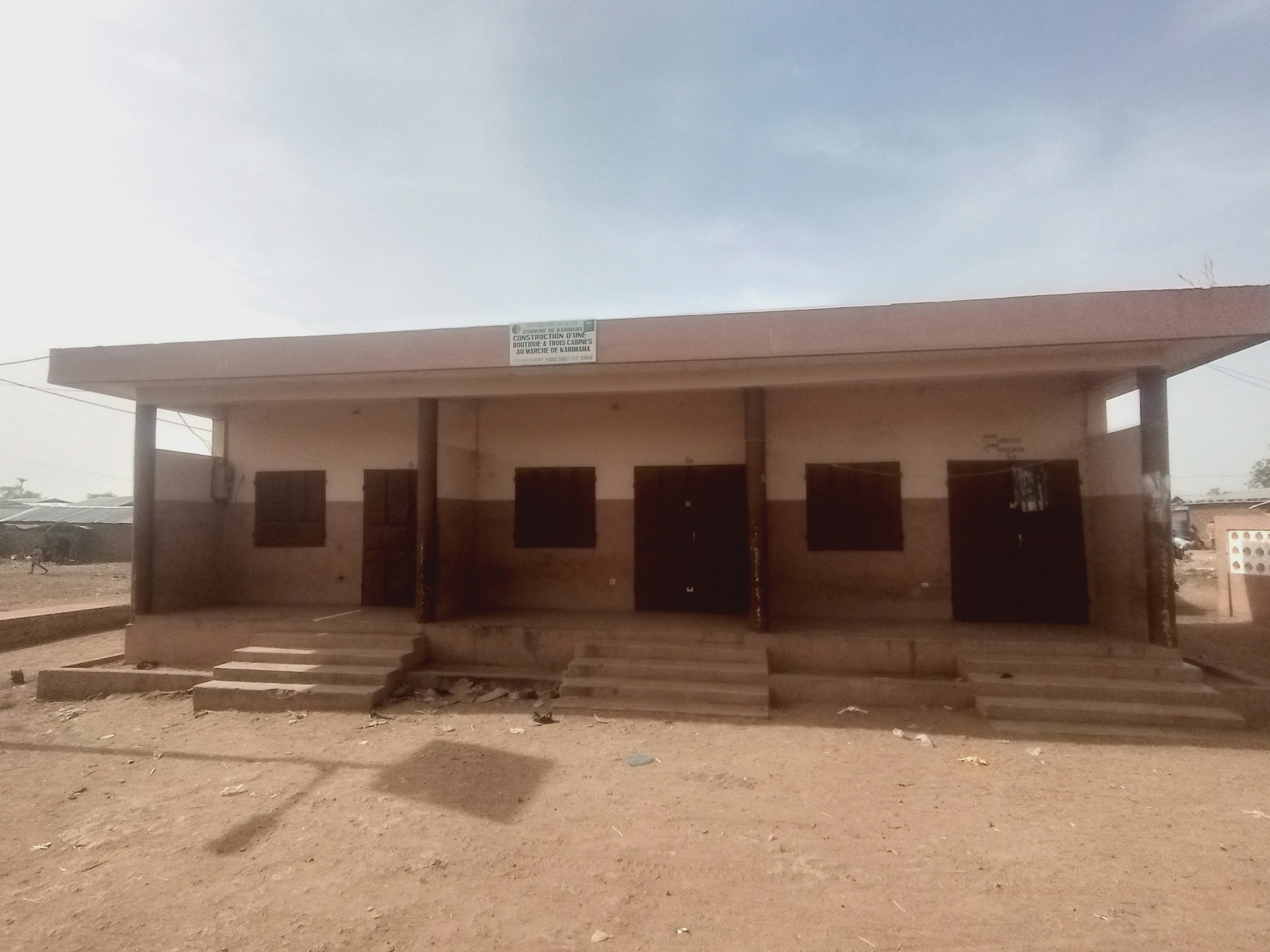
Markt van Karimama
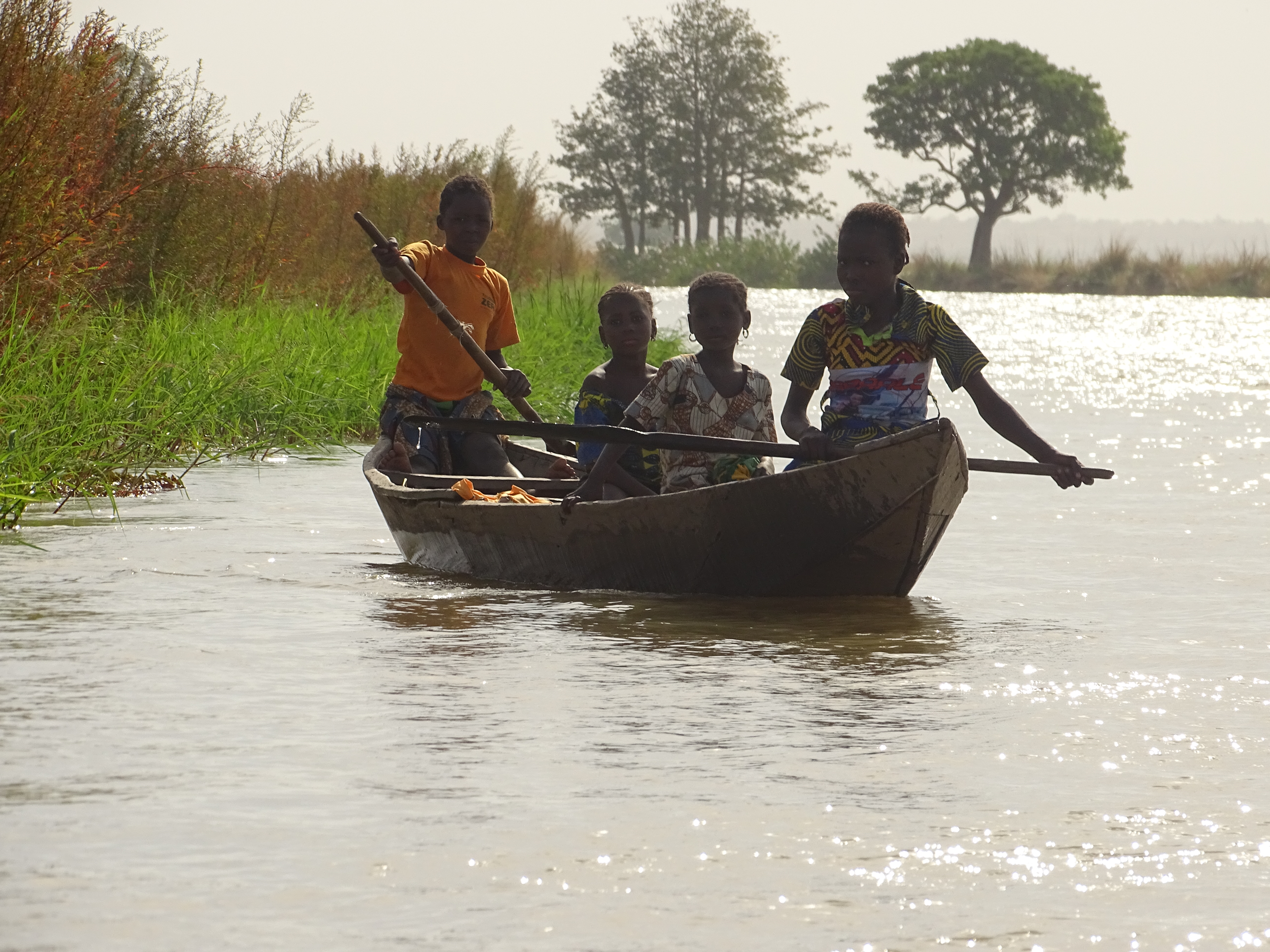
Riviertransport in de buurt van Karimama
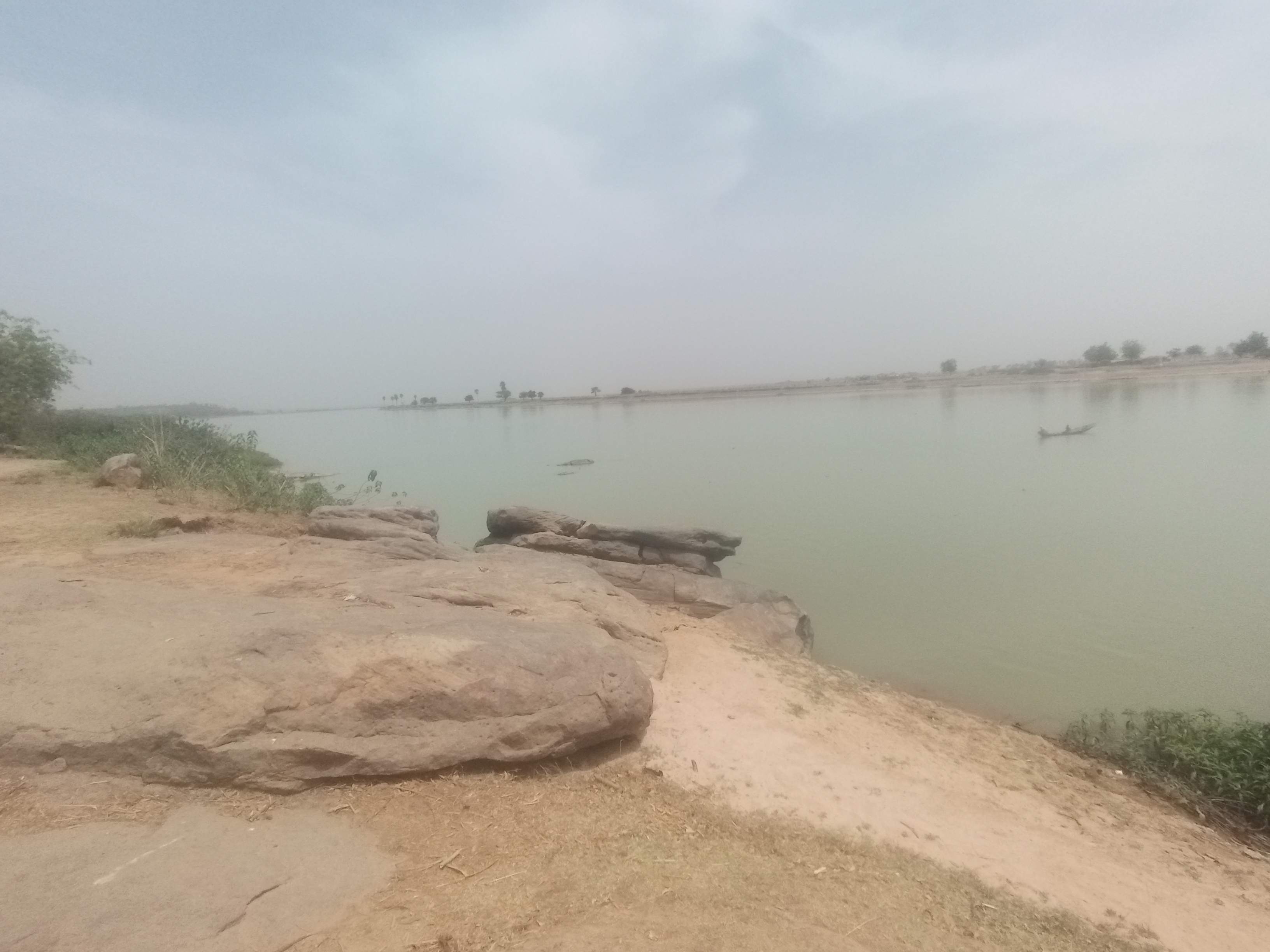
De Mékrou in Monsey
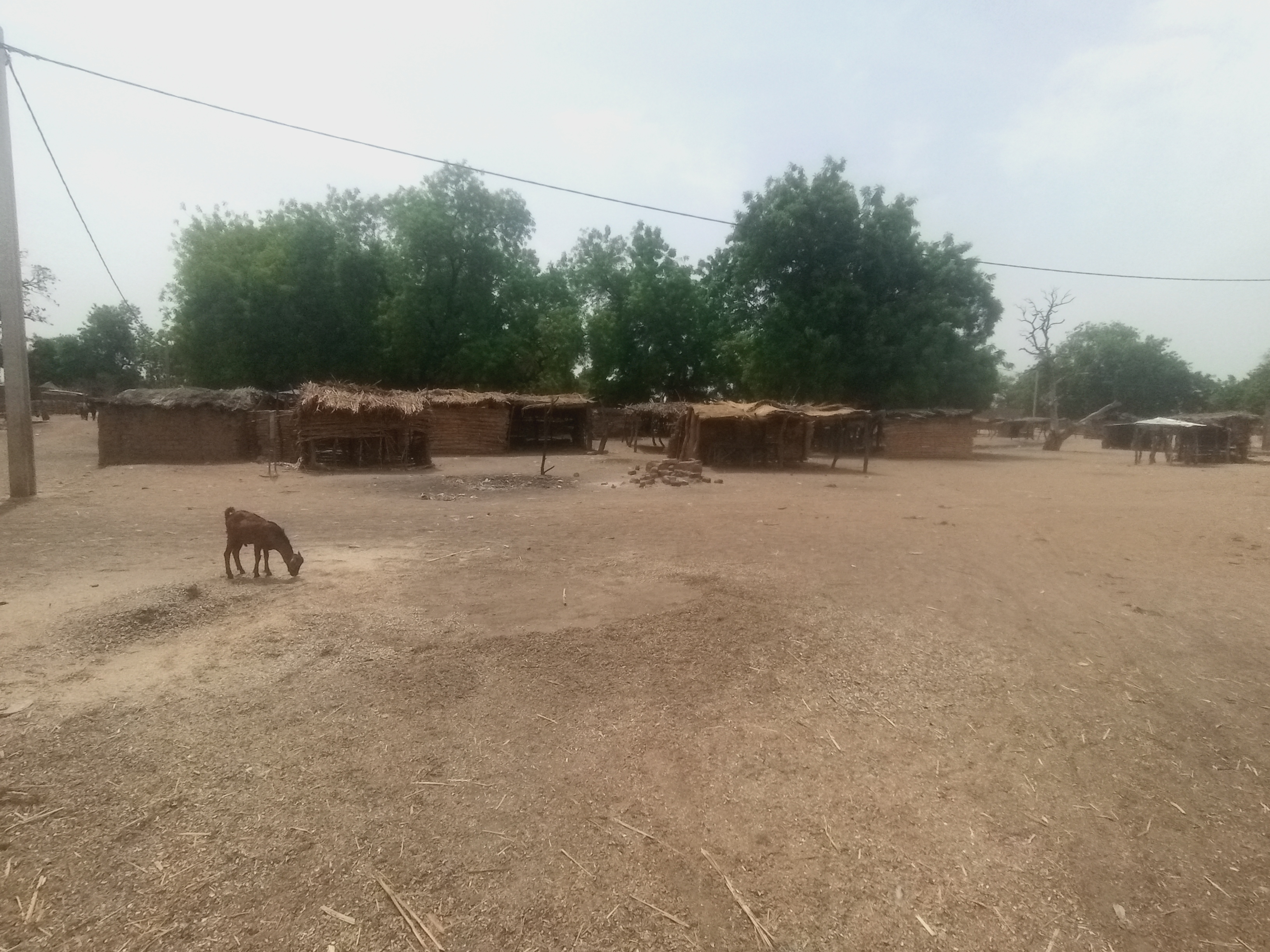
Kompa
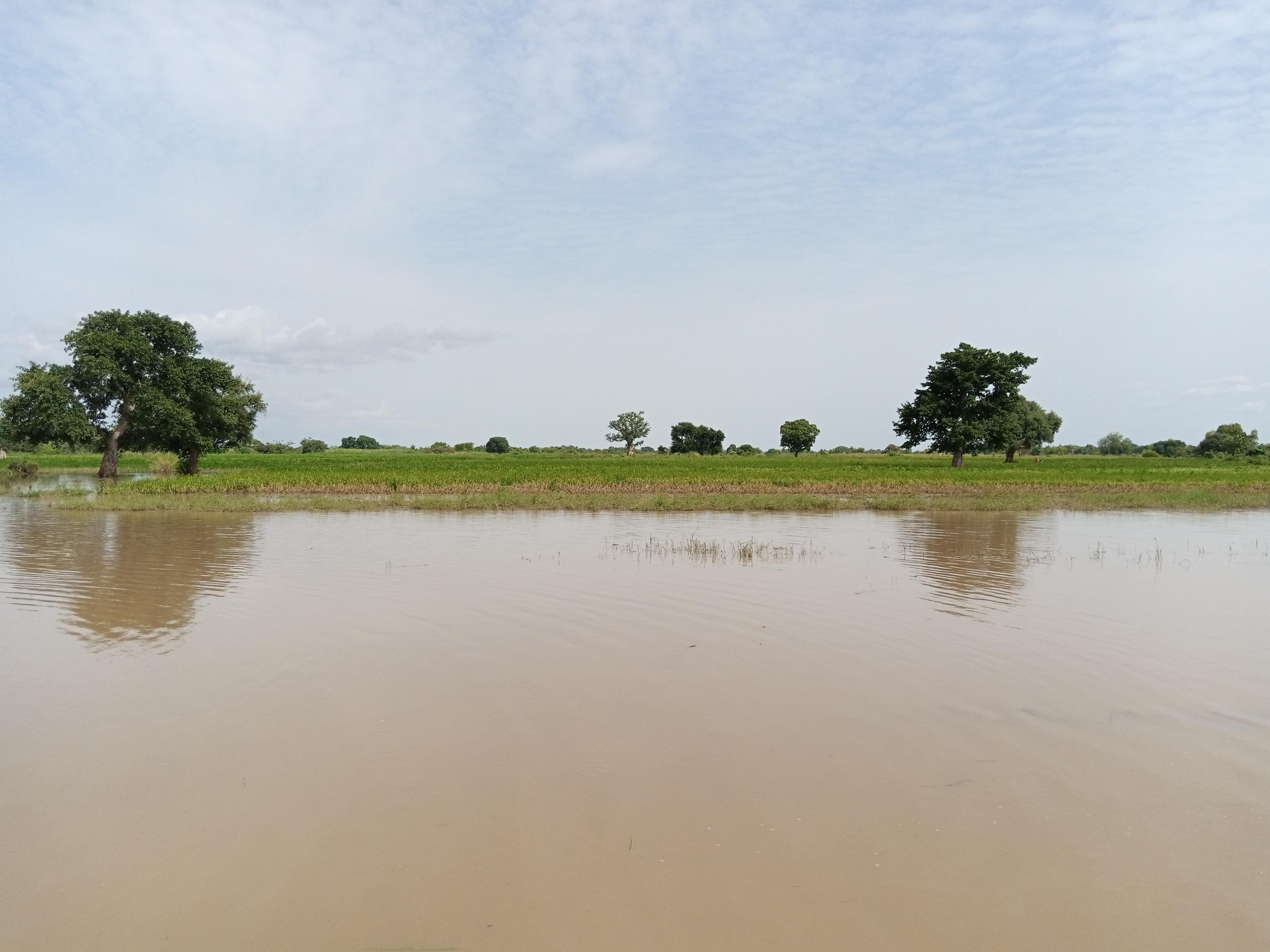
Rijstvelden in Birni